# Jack Conger
John "Jack" Conger (ur. 26 września 1994 w Rockville) – amerykański pływak specjalizujący się w stylu dowolnym, grzbietowym i motylkowym. Mistrz olimpijski w sztafecie 4 × 200 m stylem dowolnym.

## Kariera pływacka
W 2012 roku nie udało mu się zakwalifikować na igrzyska olimpijskie w Londynie, kiedy podczas kwalifikacji olimpijskich uzyskał piąty czas na dystansie 200 m stylem grzbietowym (1:58,97 min) i zajął ósme miejsce na 100 m tym samym stylem (54,63 s).
Rok później, na uniwersjadzie w Kazaniu z czasem 1:55,47 min zdobył złoty medal na dystansie 200 m grzbietem. W sztafecie 4 x 100 m stylem zmiennym wywalczył brąz.
Z kolejnej uniwersjady wrócił z czterema medalami. W konkurencjach indywidualnych zdobył srebro na 100 m stylem dowolnym i brąz w konkurencji 100 m stylem grzbietowym. W sztafecie kraulowej 4 × 100 m wywalczył złoto, a w sztafecie zmiennej 4 × 100 m – srebrny medal. 
Podczas igrzysk olimpijskich w Rio de Janeiro w 2016 roku płynął na drugiej zmianie w eliminacjach sztafet 4 x 200 m stylem dowolnym. Zdobył złoty medal po zajęciu przez Amerykanów w finale pierwszego miejsca.